# Golpe bianco

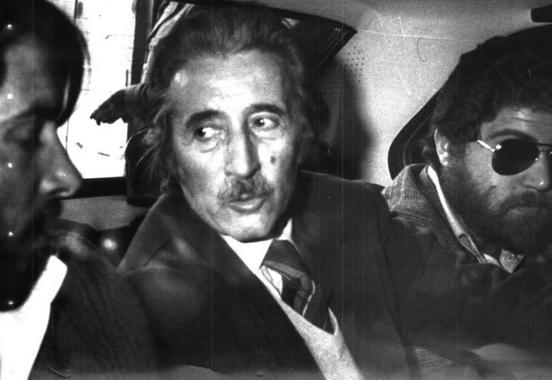
L'arresto di Edgardo Sogno nel 1976

Il golpe bianco è stato il progetto di un presunto colpo di Stato di stampo liberale e presidenzialista in Italia, promosso da ex partigiani antifascisti e anticomunisti, e scoperto nel 1974.
Esso sarebbe dovuto avvenire nei primi anni 1970: fu predisposto nell'agosto del 1974 al fine di costringere il Presidente della Repubblica Giovanni Leone a nominare un governo che mettesse mano alle riforme istituzionali, per ostacolare, nell'ambito della guerra fredda contro l'Unione Sovietica, l'ascesa del Partito Comunista Italiano o di altri gruppi comunisti e neofascisti, per realizzare una repubblica semipresidenziale come quella di Charles de Gaulle in Francia.
Il progetto ebbe come principali promotori il monarchico Edgardo Sogno (ex PLI) ed il repubblicano Randolfo Pacciardi e venne portato alla luce dal magistrato Luciano Violante, ma non venne attuato né venne mai accertato a livello giudiziario, rimanendo al solo stato di ideazione teorica.
La locuzione "golpe bianco" (in alternativa "golpe silenzioso" o "golpe morbido") è entrata poi nel linguaggio comune per indicare più in generale un colpo di Stato svolto senza ricorso alla forza, da parte di un governo che eserciti il potere in modo anticostituzionale.

## Storia

### Le idee politiche di Sogno
Sogno affermò che 
Sogno era convinto che l'Italia necessitasse di una repubblica presidenziale e quindi di una riforma costituzionale simile a quella che il generale Charles de Gaulle aveva ottenuto in Francia con l'instaurazione della Quinta Repubblica. Strinse amicizia con Randolfo Pacciardi, ex partigiano e politico repubblicano, fautore della repubblica presidenziale, e si affiliò alla massoneria del Grande Oriente d'Italia, associandosi alla loggia massonica P2.

### La pianificazione
Dopo aver svolto attività di ambasciatore in alcuni Stati, nel 1971 Sogno rientrò in Italia e diede vita ai Comitati di Resistenza Democratica, una serie di centri politici nati in funzione anticomunista, ai quali aderirono numerosi ex partigiani "bianchi" e "azzurri", come Enrico Martini (comandante "Mauri"). Sul giornale Resistenza Democratica scriverà anche Enzo Tortora. In questo periodo è anche vicepresidente dell'associazione resistenziale Federazione Italiana Volontari della Libertà (FIVL). Prese contatti con diversi generali e preparò un progetto di governo. Nelle sue intenzioni, doveva svolgersi «un'operazione largamente rappresentativa sul piano politico e della massima efficienza sul piano militare», come scrive lo stesso Sogno e lo scopo era spingere il presidente della Repubblica Giovanni Leone a nominare un nuovo governo capace di modificare la costituzione in senso presidenzialista, con a capo Pacciardi, il quale avrebbe dovuto essere "il de Gaulle italiano".

### Le indagini e il proscioglimento
Nel 1974 il magistrato Luciano Violante lo accusò di aver pianificato insieme a Randolfo Pacciardi e a Luigi Cavallo il cosiddetto Golpe bianco «al fine di mutare la Costituzione dello Stato e la forma di governo con mezzi non consentiti dall'ordinamento costituzionale»: finì per un mese e mezzo in carcere a Regina Coeli insieme a Luigi Cavallo, ritenuto dal giudice Violante il vero ideatore del Golpe bianco.

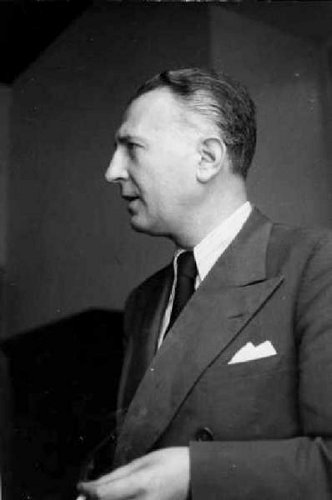
Randolfo Pacciardi

Randolfo Pacciardi e Luigi Cavallo smentirono in numerose rettifiche e in emissioni televisive qualsiasi tentativo di colpo di Stato. Contemporaneamente Violante prendeva atto del trasferimento a Roma delle istruttorie e si dichiarava territorialmente incompetente a proseguire l'indagine, che si concluse qualche anno dopo con un proscioglimento pieno per non aver commesso il fatto. Sogno denunciò Violante per falso ideologico, in un processo che lo assolse perché il fatto non costituisce reato.
Al ministro della Difesa Giulio Andreotti si attribuisce il merito di aver fatto trasferire i vertici militari coinvolti, ostacolando il progetto golpista, che comunque non andò mai oltre la fase dell'ideazione. Paolo Emilio Taviani, all'epoca Ministro degli Interni, scrisse, dopo la morte di Sogno, di averne avuto informazione e di aver dato disposizioni al Capo della Polizia di indagare; Taviani suppone che in tal modo tali informazioni siano giunte in possesso della Procura della Repubblica di Torino.

## I contenuti
In Dalla Resistenza al golpe bianco. Testamento di un anticomunista, di Aldo Cazzullo, Mondadori, Sogno ha spiegato nel quarto capitolo - redatto secondo Cazzullo dallo stesso Sogno - che poiché «sull'Italia si allungava l'ombra cecoslovacca» e «un governo con ministri comunisti sarebbe stata la premessa della trasformazione dell'Italia in una repubblica popolare», non si sarebbe più sentito vincolato dalla legalità di fronte all'impossibilità di formare un governo «espresso da una maggioranza autenticamente democratica». Di qui i contatti con chi avrebbe dovuto organizzare un intervento militare per indurre il presidente Leone a scegliere un governo capace di riformare la Costituzione in senso presidenzialista. Sogno sostenne che la violenza andasse utilizzata solo per difesa da un'offensiva comunista manovrata dall'URSS.
Secondo le parole dello stesso Sogno bisognava "riportare il Paese alla visione risorgimentale", per mezzo di un'alleanza fra laici occidentali, cattolici liberali e socialisti antimarxisti, contro i comunisti del PCI (ancora legati a doppio filo con il blocco sovietico) e quelli della sinistra extraparlamentare, oltre che contro i neofascisti. Il piano prevedeva anche di mettere fuori legge il Movimento Sociale Italiano, il principale partito neofascista, oltre al Partito Comunista Italiano. Il progetto consisteva nel creare le basi per un governo di alternativa al rischio dell'arrivo dei comunisti al governo.
Oltre ad essere stati rettificati dei "passi" del libro di Cazzullo e Sogno nella seconda edizione, su richiesta di Luigi Cavallo, è stata anche diffusa una lunga smentita redatta da Cavallo stesso in merito a quanto contenuto nel testo. Nel 2010 Lorenza Cavallo ha ulteriormente rettificato la ristampa (Sperling & Kupfer, 2010) del "Testamento".

## Le rivelazioni postume di Sogno
Nel 1997 Sogno ha rivelato l'elenco del governo che avrebbe dovuto nascere e dei generali che aderirono al progetto, tra essi Giuseppe Santovito, allora a capo della Divisione meccanizzata "Folgore", poi del SISMI; aderì anche il giornalista di destra Giano Accame, socialisti ostili al PCI, elementi della DC e persino comunisti delusi che avevano lasciato il PCI. Secondo le sue memorie si trattava di un "golpe liberale" contro la «coalizione moderata, gli intellettuali, le maggiori forze economiche-finanziarie e la Chiesa di Sinistra» che avrebbe previsto la formazione di un governo di emergenza, nel quale Pacciardi avrebbe assunto l'incarico di Presidente del Consiglio e Sogno di Ministro degli Esteri o Ministro della Difesa. Una volta mutata la forma di governo ed estromessi comunisti e fascisti, la parola sarebbe andata agli elettori, onde formare un nuovo Parlamento e un nuovo Governo. La lista del «governo forte» (letta da Sogno nel 1997 in una trasmissione radiofonica), da sottoporre a Leone con l'appoggio dei generali, era la seguente:
- Presidente del Consiglio: Randolfo Pacciardi (UDNR, ex PRI)
- Sottosegretari alla presidenza del Consiglio: Antonio de Martini (UDNR) e Celso De Stefanis (DC)
- Ministro degli Esteri: Manlio Brosio (PLI)
- Ministro dell'Interno: Eugenio Reale (ex PCI, poi area PSDI, che però rifiutò di aderire)
- Ministro della Difesa: Edgardo Sogno (ex PLI, Comitati di Resistenza Democratica)
- Ministro delle Finanze: Ivan Matteo Lombardo (ex PSI, poi PSDI)
- Ministro del Tesoro e del Bilancio: Sergio Ricossa (indipendente, economista)
- Ministro di Grazia e Giustizia: Giovanni Colli (indipendente, procuratore generale della Cassazione)
- Ministro della Pubblica istruzione: Giano Accame (indipendente, ex MSI, giornalista e scrittore)
- Ministro dell'Informazione: Mauro Mita (ex PRI, UDNR)
- Ministro dell'Industria: Giuseppe Zamberletti (diplomatico, DC)
- Ministro del Lavoro: Bartolo Ciccardini (DC)
- Ministro della Sanità: Aldo Cucchi (ex PCI, poi PSDI)
- Ministro della Marina mercantile: Luigi Durand de la Penne (ex DC e PLI, ammiraglio e unico militare della lista)

Sogno con il Presidente statunitense Ronald Reagan.

Sogno negherà anche sempre che il progetto degli ex appartenenti a Pace e Libertà prevedesse l'eliminazione fisica dei comunisti, come sostenne invece Norberto Bobbio, ma solo una guerra psicologica e segreta molto dura, paventando anche un rischio di licenziamento per gli operai FIAT che si candidassero in liste sindacali comuniste vicine alla CGIL e favorendo dagli anni '50 agli anni '70 quelli che si organizzavano in sindacati "democratici", come CISL e UIL. Dal momento della costituzione di Pace e Libertà fino a quello dei Comitati, i proclami anticomunisti erano assai simili a quelli del cattolico Luigi Gedda, più che a quelli dei gruppi di estrema destra.
Sogno chiarirà più tardi anche i rapporti con l'ex comunista Roberto Dotti, accusato di essere stato membro attivo delle Brigate Rosse:
Egli non volle mai una dittatura militare e pur non prendendo posizione ma sostanzialmente giustificando il golpe cileno di Pinochet, il suo modello rimase sempre de Gaulle, il generale che aveva garantito le libertà costituzionali in Francia (pur dando una decisa svolta presidenziale con il suo carisma), e non i golpisti sudamericani. Lo stesso aggettivo "bianco" indicava principalmente il fatto che - nelle intenzioni di Sogno - sarebbe stata una svolta pacifica e incruenta, e l'esercito avrebbe agito solo a scopo difensivo, come la citata riforma gollista francese o la rivoluzione dei garofani in Portogallo. Sogno ribadisce nel testamento che Violante sbagliò completamente bersaglio collegando il golpe bianco allo stragismo neofascista: il progetto esisteva, ma si trattava di «spingere Leone alla svolta gollista, non di mettere bombe», secondo lui molto poco rispetto all'atmosfera degli anni di piombo e della strategia della tensione, con cui il golpe bianco non aveva nulla a che fare.
Secondo Indro Montanelli, l'accusa di golpismo mossa nel 1974-76 a Sogno e Pacciardi era «una delle tante "bufale" inventate in quegli anni caldi dalle Sinistre contro chi le avversava».